# Elattoneura villiersi
Elattoneura villiersi – gatunek ważki z rodziny pióronogowatych (Platycnemididae). Występuje w Afryce Zachodniej – stwierdzony w Liberii, Gwinei, Wybrzeżu Kości Słoniowej i Ghanie.